# Baghdad ER
Baghdad ER ist ein von HBO produzierter US-amerikanischer Dokumentarfilm aus dem Jahr 2006 über eine Notaufnahme der US Army in Bagdad. Die Reportage entstand mit Hilfe des US-Militärs, Jon Alpert und Matthew O’Neill konnten Mitte 2005 zweieinhalb Monate lang unzensiert die Arbeit der Ärzte des 86. Notfalllazarett für Kampftruppen mit der Kamera begleiten.
Der fertige Film ist beim US-amerikanischen Militär umstritten. Wurde er zuerst als eine Würdigung der Tapferkeit und Opferbereitschaft der US-Armee gesehen, blieben aufgrund der konträren Wirkung hochrangige Offiziere der Premiere Mitte Mai 2006 demonstrativ fern. Zudem warnte das US-Militär aufgrund der erschreckenden Bilder vor möglichen gesundheitlichen Schäden und Veteranen vor posttraumatischen Syndromen.
In Europa wurde die Reportage zum ersten Mal am 2. Juli 2006 auf RTL gezeigt.

## Auszeichnungen
Der Film gewann vier Emmies und war für zwei weitere nominiert.